# محمدحسن انتظاری
محمدحسن انتظاری مهندس برق اهل ایران و دارای سوابق متعدد در شرکت مخابرات ایران بوده‌است. وی در اولین جلسه شورای عالی فضای مجازی ایران در دولت یازدهم ایران به پیشنهاد حسن روحانی رئیس جمهور و رئیس شورا و با رأی اکثریت اعضای شورا به عنوان دبیر شورای عالی فضای مجازی و رئیس مرکز ملی فضای مجازی انتخاب شد. وی در تاریخ ۲۵ شهریور ۱۳۹۴ جای خود در سمت دبیر شورای عالی فضای مجازی ایران را به ابوالحسن فیروزآبادی داد و از این مسئولیت برکنار شد.

## سوابق علمی
انتظاری لیسانس مهندسی برق خود را در سال ۱۳۵۳ اخذ کرد و برای گذراندن تحصیلات تکمیلی راهی هلند شد. وی در سال ۱۹۷۶ موفق شد فوق‌لیسانس مهندسی برق گرایش طراحی الکترونیک را از دانشگاه صنعتی دلفت اخذ نماید و به ایران بازگردد. وی عضو هیئت علمی مرکز پژوهش‌های مواد و انرژی دانشگاه صنعتی شریف، پژوهشگر مرکز تحقیقات مخابرات ایران از سال ۱۳۶۰ تا ۱۳۷۳ و عضو هیئت علمی پژوهشکده برق و فناوری اطلاعات سازمان پژوهش‌های علمی و صنعتی ایران از سال ۱۳۷۳ تاکنون بوده‌است.

## سوابق اجرایی
برخی سوابق اجرایی انتظاری عبارتند از:
- ریاست مرکز تحقیقات مخابرات ایران
- عضو هیئت مدیره شرکت مخابرات ایران
- مجری طرح دیتای شرکت مخابرات ایران و مسئول طراحی شبکه دیتای کشور
- نماینده وزیر پست و تلگراف و تلفن در کمیته خرید ماهواره زهره
- دبیر مجمع عمومی صاحبان سهام شرکت مخابرات ایران، معاون فناوری فضایی سازمان فضایی ایران
- دبیر کمیسیون مدیریت فضای مجازی شورای عالی امنیت ملی
- دبیر شورای فنی سازمان صدا و سیما و مشاور فنی رئیس این سازمان
- معاون تکنولوژی سازمان پژوهش‌های علمی و صنعتی ایران
- مدیر دفتر فناوری اطلاعات و مدیر شبکه علمی کشور در سازمان پژوهش‌های علمی و صنعتی ایران
- رئیس پژوهشکده ماهواره پژوهشگاه فضایی سازمان فضایی
- دبیر چند دوره جشنواره بین‌المللی خوارزمی
- مجری طرح تحقیقاتی ماهواره مخابراتی مصباح و ماهواره آیات (زلزله شناسی)
- عضو شورای فناوری مجمع تشخیص مصلحت نظام
- رئیس هیئت مدیره  در شرکت خدمات انفورماتیک